# Hendrik van Lancaster
Hendrik van Lancaster (Grosmont Castle, 1281 - Leicester Castle, 22 september 1345) was een lid van het Huis Plantagenet en was graaf van Leicester en Lancaster.

## Biografie
Hendrik van Lancaster werd geboren als de tweede zoon van Edmund van Lancaster, een jongere zoon van koning Hendrik III van Engeland, en Blanca van Artesië. Na de dood van zijn vader werd zijn oudere broer Thomas de nieuwe graaf. In 1299 nam Hendrik zitting in het parlement van Engeland. Hij nam echter geen deel aan de opstanden die Thomas van Lancaster voerde tegen koning Eduard II. Na diens dood in 1322 vroeg hij per petitie om diens landerijen en hij verkreeg uiteindelijk in 1324 het graafschap Leicester. Drie jaar later beleende de jonge koning Eduard III hem met het graafschap Lancaster.
In 1326 nam Hendrik van Lancaster wel mee aan de laatste opstand tegen Eduard II en hij wist de koning gevangen te nemen bij Neath in Wales. Hij was vervolgens ook verantwoordelijk voor diens gevangenschap in het kasteel van Kenilworth. Tijdens de regering van Eduard III werd hij benoemd tot een van diens belangrijkste adviseurs en tot kapitein-generaal van de Engelse troepen in de Schotse Marken. Hendrik was ook betrokken bij het afzetten van Roger Mortimer, de regent van Eduard tijdens diens minderjarigheid.
Omstreeks 1330 werd hij blind en bracht Hendrik van Lancaster de laatste jaren van zijn leven door op Leicester Castle. Aldaar stichtte hij een armenziekenhuis en bouwde hij de vestingmuur van het kasteel verder uit. Hij overleed in 1345 en zijn begrafenis werd bijgewoond door de koning en de koningin. Zijn oudste zoon en opvolger, Hendrik van Grosmont liet zijn vaders beenderen begraven in een kerk in de Collegiate Church in Leicester.

## Huwelijk en kinderen
Hendrik van Lancaster was gehuwd met Maud Chaworth met wie hij zeven kinderen kreeg:
- Hendrik (1300-1361), eerste hertog van Lancaster.
- Blanca (1305-1380), gehuwd met Thomas Wake.
- Maud (1310-1377), gehuwd met William de Burgh, graaf van Ulster.
- Johanna (1312-1345), gehuwd met John de Mowbray.
- Isabella (1317-1347), abdis van Amesbury.
- Eleonora (1318-1372), gehuwd met John de Beaumont en Richard FitzAlan, graaf van Arundel.
- Maria (1320-1362), gehuwd met Henry de Percy en grootmoeder van Henry Percy.

## Voorouders
| Voorouders van Hendrik van Lancaster (1281-1345) | Voorouders van Hendrik van Lancaster (1281-1345)                              | Voorouders van Hendrik van Lancaster (1281-1345)                              | Voorouders van Hendrik van Lancaster (1281-1345)                                     | Voorouders van Hendrik van Lancaster (1281-1345)                                     | Voorouders van Hendrik van Lancaster (1281-1345)                               | Voorouders van Hendrik van Lancaster (1281-1345)                               | Voorouders van Hendrik van Lancaster (1281-1345)                         | Voorouders van Hendrik van Lancaster (1281-1345)                         |
| ------------------------------------------------ | ----------------------------------------------------------------------------- | ----------------------------------------------------------------------------- | ------------------------------------------------------------------------------------ | ------------------------------------------------------------------------------------ | ------------------------------------------------------------------------------ | ------------------------------------------------------------------------------ | ------------------------------------------------------------------------ | ------------------------------------------------------------------------ |
| Overgrootouders                                  | Jan zonder Land (1167-1216) ∞ 1200 Isabella van Angoulême (1186-1246)         | Jan zonder Land (1167-1216) ∞ 1200 Isabella van Angoulême (1186-1246)         | Raymond Berengarius V van Provence (1198-1245) ∞ 1220 Beatrix van Savoye (1205-1266) | Raymond Berengarius V van Provence (1198-1245) ∞ 1220 Beatrix van Savoye (1205-1266) | Lodewijk VIII van Frankrijk (1187-1226) ∞ 1200 Blanca van Castilië (1188-1252) | Lodewijk VIII van Frankrijk (1187-1226) ∞ 1200 Blanca van Castilië (1188-1252) | Hendrik II van Brabant (1207-1248) ∞ Maria van Zwaben (1201-1235)        | Hendrik II van Brabant (1207-1248) ∞ Maria van Zwaben (1201-1235)        |
| Grootouders                                      | Hendrik III van Engeland (1207-1272) ∞ 1236 Eleonora van Provence (1223-1291) | Hendrik III van Engeland (1207-1272) ∞ 1236 Eleonora van Provence (1223-1291) | Hendrik III van Engeland (1207-1272) ∞ 1236 Eleonora van Provence (1223-1291)        | Hendrik III van Engeland (1207-1272) ∞ 1236 Eleonora van Provence (1223-1291)        | Robert I van Artesië (1216-1250) ∞ 1200 Machteld van Brabant (1224-1288)       | Robert I van Artesië (1216-1250) ∞ 1200 Machteld van Brabant (1224-1288)       | Robert I van Artesië (1216-1250) ∞ 1200 Machteld van Brabant (1224-1288) | Robert I van Artesië (1216-1250) ∞ 1200 Machteld van Brabant (1224-1288) |
| Ouders                                           | Edmund van Lancaster (1245-1296) ∞ Blanca van Artesië (1248-1302)             | Edmund van Lancaster (1245-1296) ∞ Blanca van Artesië (1248-1302)             | Edmund van Lancaster (1245-1296) ∞ Blanca van Artesië (1248-1302)                    | Edmund van Lancaster (1245-1296) ∞ Blanca van Artesië (1248-1302)                    | Edmund van Lancaster (1245-1296) ∞ Blanca van Artesië (1248-1302)              | Edmund van Lancaster (1245-1296) ∞ Blanca van Artesië (1248-1302)              | Edmund van Lancaster (1245-1296) ∞ Blanca van Artesië (1248-1302)        | Edmund van Lancaster (1245-1296) ∞ Blanca van Artesië (1248-1302)        |